# 约瑟夫·穆西尔
约瑟夫·穆西尔（捷克語：Josef Musil，1932年7月3日—2017年8月26日），捷克男子排球运动员。他曾代表捷克斯洛伐克国家队参加1964年和1968年夏季奥林匹克运动会排球比赛，获得一枚银牌和一枚铜牌。